# بخش گاستر
بخش گاستر (به اسپانیایی: Departamento Gastre) یک منطقهٔ مسکونی در آرژانتین است که در استان چوبوت واقع شده‌است. بخش گاستر ۱۶٬۳۳۵ کیلومتر مربع مساحت و ۱٬۵۰۸ نفر جمعیت دارد.